# Dulcada

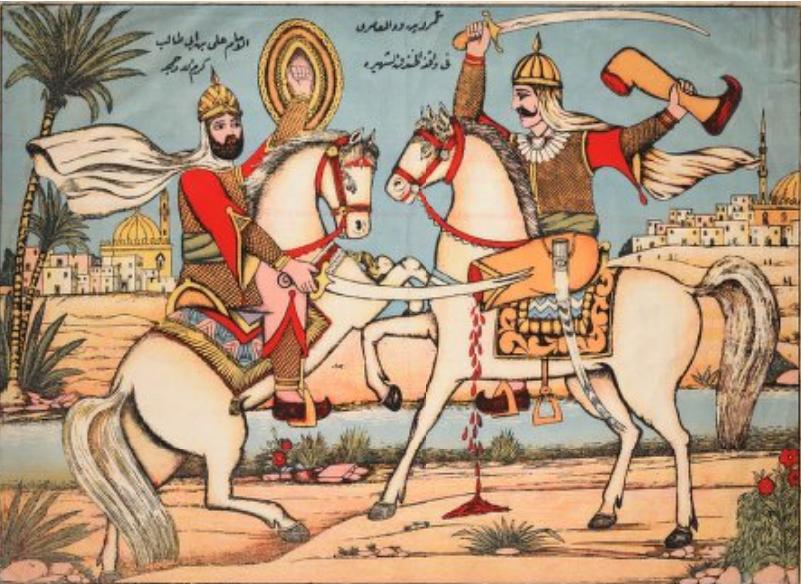
Confrontro de Ali ibn Abi Talib e Amr Ben Wad perto de Medina.

Dulcada (em português) ou Dhu al-Qidah/Dhu'l-Qa'dah  (em árabe: ذو القعدة) é o décimo primeiro mês do calendário islâmico, composto por 29 ou 30 dias. Significa "mês do repouso", aparentemente porque os árabes pré-islâmicos usavam este mês para descansar das guerras, funcionando como época de trégua. É um dos quatro meses sagrados do islão, junto com Muharram, Rajab e Dhu al-Hija.
O calendário islâmico é um calendário lunar, começando cada mês com o registo visual da lua nova. Uma vez que o calendário islâmico é cerca de 11 ou 12 dias mais curto que o calendário solar, o mês de Dhu al-Qidah acaba por passar por todas as estações do ano. 
O período correspondente ao início e fim deste mês no calendário gregoriano para o atual ano islâmico é: 
| Ano (calendário islâmico) | Ano (calendário gregoriano) | Dulcada                  |
| ------------------------- | --------------------------- | ------------------------ |
| 1444                      | 2023                        | 21 de maio a 18 de junho |